# 一日だけの淑女
『一日だけの淑女』（Lady for a Day）は、1933年公開のアメリカ合衆国の映画である。デイモン・ラニアンの短編小説をロバート・リスキンが脚色し、フランク・キャプラが監督した。

## ストーリー
普段は街でリンゴを歩き売りしながら、ほそぼそと暮らしているアニー。アニーは、娘（伯爵と交際しながら外国で幸せに暮らしている）の手紙を楽しみにしていた。そんなある日娘から、これからアニーのもとに行く（伯爵とその親も連れて）という内容の手紙が届く。しかしアニーにはひとつ問題があった。それは、手紙上でアニーは、ホテルの一室で裕福な紳士の妻として、豪勢な暮らしをしている貴婦人であるかのように振る舞っていた、ということである。このままで娘に来られたら、その嘘がばれてしまう。そんなことになったら娘の伯爵との結婚、はたまた交際はなかったことになるかもしれない。どうすればいいの？途方に暮れたアニー。そんな彼女に手を差し伸べたのはなんと、カジノに棲みつき賭博で生計を立てるならず者たちの親分、デーヴだった。デーヴのもと「一日だけの淑女」に生まれ変わるアニー。はたして、うまくいくのだろうか？運命の日。アニーやデーヴらは、伯爵や警察や行政を巻き込み、大騒動を巻き起こす。

## キャスト
- ウォーレン・ウィリアム
- メイ・ロブソン
- ガイ・キビー
- グレンダ・ファレル
- ジーン・パーカー
- ウォルター・コノリー
- ネッド・スパークス
- ナット・ペンドルトン

## 受賞・ノミネート
| 賞           | 部門       | 候補者             | 結果       |
| ------------ | ---------- | ------------------ | ---------- |
| アカデミー賞 | 作品賞     | -                  | ノミネート |
| アカデミー賞 | 主演女優賞 | メイ・ロブソン     | ノミネート |
| アカデミー賞 | 監督賞     | フランク・キャプラ | ノミネート |
| アカデミー賞 | 脚色賞     | ロバート・リスキン | ノミネート |

## リメイク
1961年にフランク・キャプラ監督が『ポケット一杯の幸福』のタイトルでセルフリメイクした。製作・配給はコロンビア映画に代わってユナイテッド・アーティスツである。
1989年には、『ポケット一杯の幸福』のリメイク作品として、ジャッキー・チェン主演の『奇蹟/ミラクル』が製作された。